# Енцефаліт Ла Кросс
Енцефаліт Ла Кросс (англ. La Crosse encephalitis) — вірусний енцефаліт, що передається москітами Ochlerotatus triseriatus / Aedes triseriatus (східний деревоподібний комар) і Aedes albopictus.
Щороку реєструється близько 80–100 випадків захворювання енцефалітом Ла Кросс, хоча вважається, що їх реєструється недостатньо через мінімальність проявів у багатьох випадках. Зустрічається в регіонах Аппалач і Середнього Заходу Сполучених Штатів. Останнім часом спостерігається збільшення випадків на південному сході Сполучених Штатів. Поясненням цьому може бути те, що комар Aedes albopictus також є ефективним переносником вірусу Ля Кросс. Цей вид, який проник у США і поширився на південному заході США, замінив Aedes aegypti, який не є ефективним переносником вірусу Ла Кросс, у більшості районів країни.

## Історичні факти
Енцефаліт Ла-Кросс був виявлений в 1965 році після виділення вірусу із збереженої тканини мозку та хребта дитини, яка померла від невідомої на той час інфекції в місті Ла-Кросс, штат Вісконсин, у 1960 році.

## Етіологія
Збудник хвороби є представником арбовірусів.

## Епідеміологічні особливості
Вірус енцефаліту Ла-Крос циркулює між Aedes triseriatus і хребетними хазяїнами, особливо дрібними ссавцями, такими як бурундуки та білки. Циркуляція йде у листяних лісах з деревами, які щорічно втрачають листя. Люди можуть заразитися через укус інфікованого комара, проте люди зрідка, якщо взагалі коли-небудь, мають достатньо високі концентрації вірусу у своєму кровотоці, щоб заразити комарів, які харчуються. Тому люди вважаються «тупиковими» або випадковими господарями для вірусу.

## Клінічні прояви
Інкубаційний період триває 5-15 днів. При легкому перебігу хвороба починається з невисокої гарячки, нудоти, головного болю, блювання. Спочатку хвороба проявляється як неспецифічне літнє захворювання. При тяжкому перебігу додаються судоми, паралічи, загальномозкові симптоми енцефаліту, іноді ураження черепних нервів, може з'явитися кома і настати смерть. Така клінічна форма найчастіше зустрічається у дітей у віці до 16 років і характеризується різними неврологічними наслідками після одужання.

## Лікування
Наразі не створено специфічного для цього збудника противірусного препарату. Були спроби застосувати для цього рибавірин. Проводиться ситуативне патогенетичне лікування.

## Профілактика
Найкращий спосіб запобігти хворобі — захист від укусів комарів. Слід використовувати засоби від комах, носити сорочки з довгими рукавами, штани, обробляти одяг і спорядження, а також вживати заходів боротьби з комахами в приміщенні та на вулиці. Для боротьби з комарами використовуються ДЕТА, ікаридин, бензимін, карбоксид, ребемід, діетиламід феноксіоцтової кислоти, етиловий етер a-бромізовалеріанової кислоти, бензоїлпіридин, оксимат, олія лимонного евкаліпта тощо.